# Dasychiroides
Dasychiroides este un gen de molii din familia Lymantriinae.